# Cratere Chloe
Chloe  è un cratere sulla superficie di Venere.